# Biathanatos (John Donne)

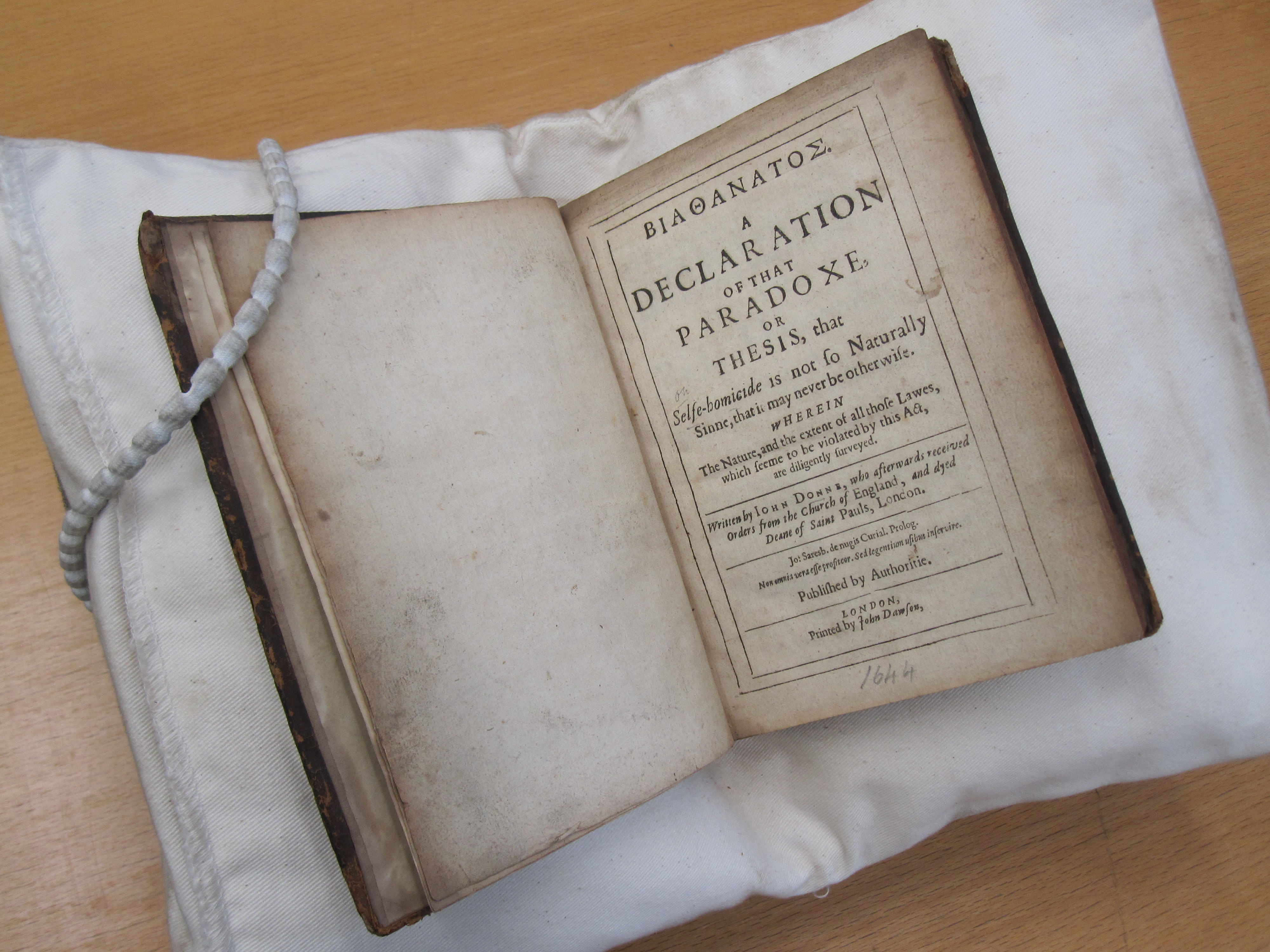
Ejemplar de la primera edición londinense de Biathanatos, de John Donne

Biathanatos ("Morir de forma violenta", de la contracción del griego βίαιος, violento, y  θάνατος, muerte) es un tratado del escritor y clérigo inglés John Donne escrito en 1608 y publicado una década después de su muerte en el año 1647. Donne no quiso editar el manuscrito en vida ya que creía que su tesis sería malinterpretada, pero dejó una copia a un amigo con el encargo de no publicarla, pero tampoco quemarla. Es considerada la primera obra escrita sobre el suicidio en la cultura occidental, aunque la primera en ser editada fue Lifes preservative against self-killing de John Sym (editada en 1637)

## Contenido
Se trata de una obra de crítica de la filosofía cristiana, en la que Donne intenta demostrar que un acto auto-homicida no tiene por qué ser un acto que vaya en contra de las leyes naturales, de la razón, o de Dios. En el ensayo elabora una defensa heterodoxa del auto-homicidio (suicidio), en la que condena el suicidio por motivos de interés personal como los casos de sufrimiento, desamparo o incluso deseo de llegar a la vida eterna, y considera que el único acto justificable de auto-homicidio es aquel en el cual el motivo principal sea la gloria a Dios, el martirio y la caridad cristiana; al cual se llega a través del uso de la razón. 
En la primera parte divide las leyes naturales en el hombre entre la ley sensible, que corresponde a los instintos y la carne, y la ley racional o recta ratio, que corresponde la proyección del ser humano hacia Dios. Considera que el acto en si es contrario a la ley sensible ya que se opone a la conservación de uno mismo. En cambio bajo determinadas circunstancias determinadas por la razón, darse muerte a uno mismo podría justificarse si se obtiene un beneficio mayor. En la segunda parte analiza la concepción del suicidio en el derecho civil, el derecho canónico y las leyes de diferentes Estados como en el Imperio Británico o en las leyes de Adriano. En la tercera parte intenta demostrar que en las Escrituras no se encuentra una clara condena del suicidio y enumera ejemplos bíblicos prominentes que incluyen a Jesús, Sansón, Saulo o Judas Iscariote, planteando que todos fueron casos de suicidio, aunque con causas diferentes.
Thomas De Quincey respondió a la obra en sus Escritos VIII, página 336, y Jorge Luis Borges escribió también una respuesta con el título Biathanatos en su libro de ensayos Otras inquisiciones.